# Kính hiển vi huỳnh quang
Kính hiển vi huỳnh quang (Fluorescence microscope) là một kỹ thuật hiển vi quang học, trong đó sử dụng hiệu ứng phát huỳnh quang của vật mẫu để tạo ra hình ảnh, để nghiên cứu cấu trúc và tính chất các mẫu vật hữu cơ hay vô cơ (đặc biệt là các mẫu sinh học). Khái niệm "hiển vi huỳnh quang" cũng bao gồm các kỹ thuật hiển vi khai thác hiệu ứng phát huỳnh quang để tạo ảnh, ví dụ như kính hiển vi đồng tiêu,..

## Nguyên lý hoạt động

Nguyên lý hoạt động của thiết bị hiển vi huỳnh quang.

Kính hiển vi huỳnh quang là thiết bị tạo ảnh từ hiệu ứng phát huỳnh quang của vật mẫu. Nó bao gồm một nguồn sáng mạnh phát ánh sáng trắng đóng vai trò một nguồn kích thích huỳnh quang. Ánh sáng từ nguồn sáng trắng sau khi qua hệ quang học trực chuẩn (để tạo chùm tia song song) sẽ đi qua một bộ lọc sắc (excitation filter) cho phép lọc ra một chùm tia đơn sắc được sử dụng làm ánh sáng kích thích huỳnh quang. Bộ lọc sắc này có thể thay đổi để tùy chọn màu sắc của ánh sáng kích thích.
Ánh sáng kích tiếp đó sẽ đi tới một gương lưỡng hướng sắc (dichroic mirror) và phản xạ trên gương này để đi qua hệ vật kính nhằm tạo ra chùm tia hội tụ kích thích vật mẫu. Ánh sáng kích thích mẫu vật và tạo ra sự phát huỳnh quang từ mẫu vật - bước sóng huỳnh quang sẽ dài hơn bước sóng ánh sáng kích thích. Ánh sáng phát huỳnh quang từ mẫu sẽ được thu lại qua vật kính và đi tới  gương lưỡng hướng sắc. Gương này là một thiết bị quang học có tính lọc lựa, nó cho phép ánh sáng với một số bước sóng nhất định truyền qua, trong khi các bước sóng khác sẽ bị phản xạ. Trong trường hợp này, ánh sáng bước sóng ngắn kích thích sẽ bị phản xạ, còn ánh sáng phát huỳnh quang từ vật mẫu (với bước sóng dài hơn) sẽ truyền qua gương này để tạo thành ảnh qua thị kính hay trên camera ghi ảnh.
Ảnh tạo ra sẽ là ảnh từ các ánh sáng huỳnh quang, vì thế sẽ có màu sắc ở dải bước sóng dài hơn so với ánh sáng kích thích ban đầu.

## Hình ảnh từ kính hiển vi huỳnh quang

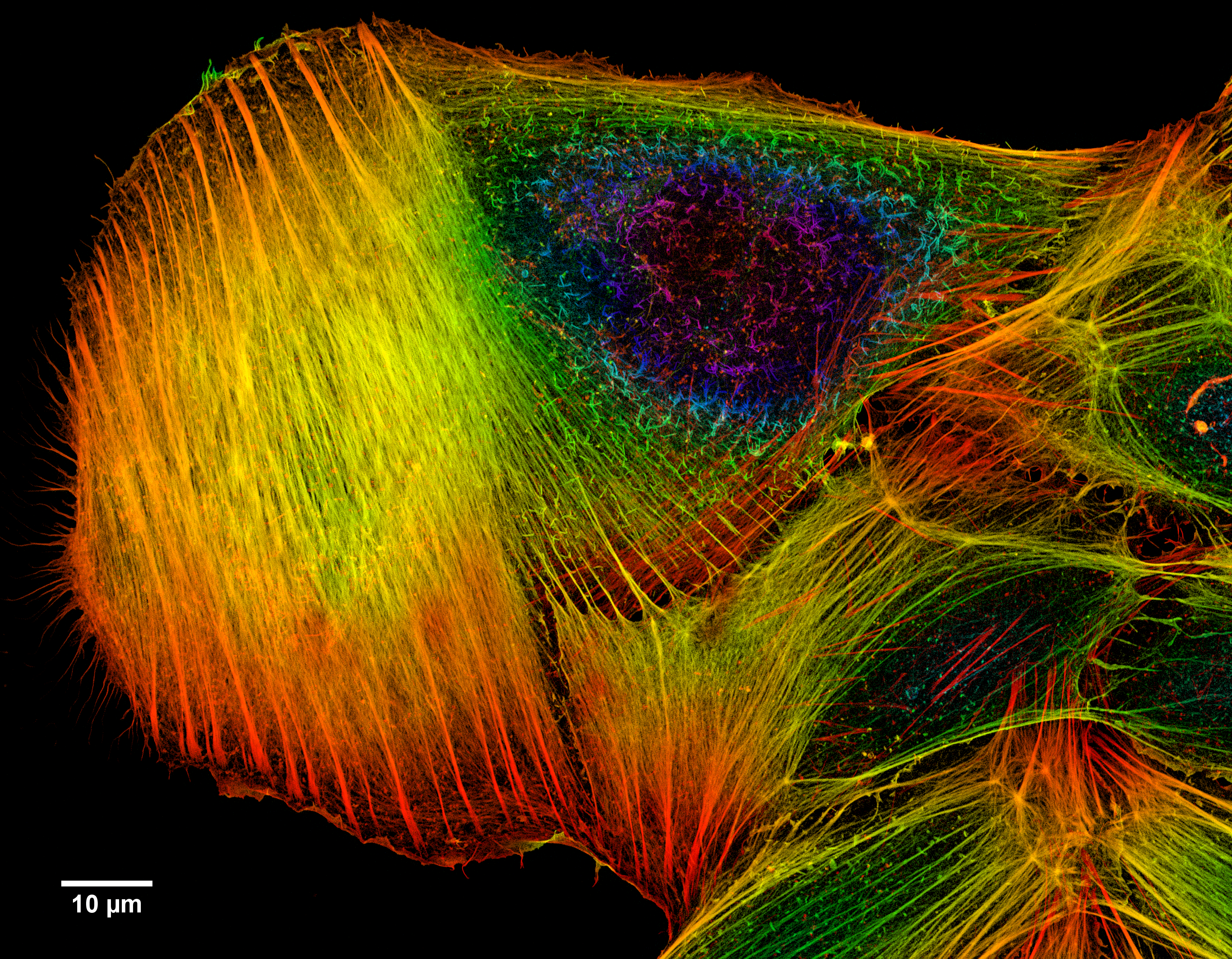
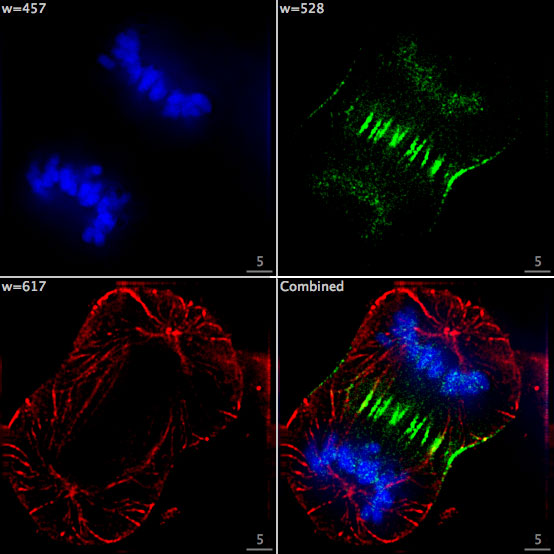
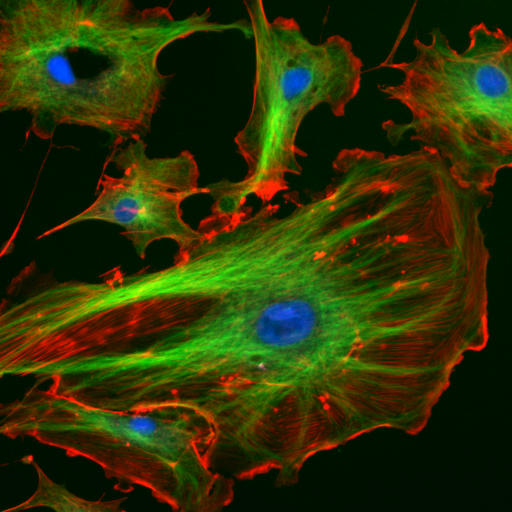
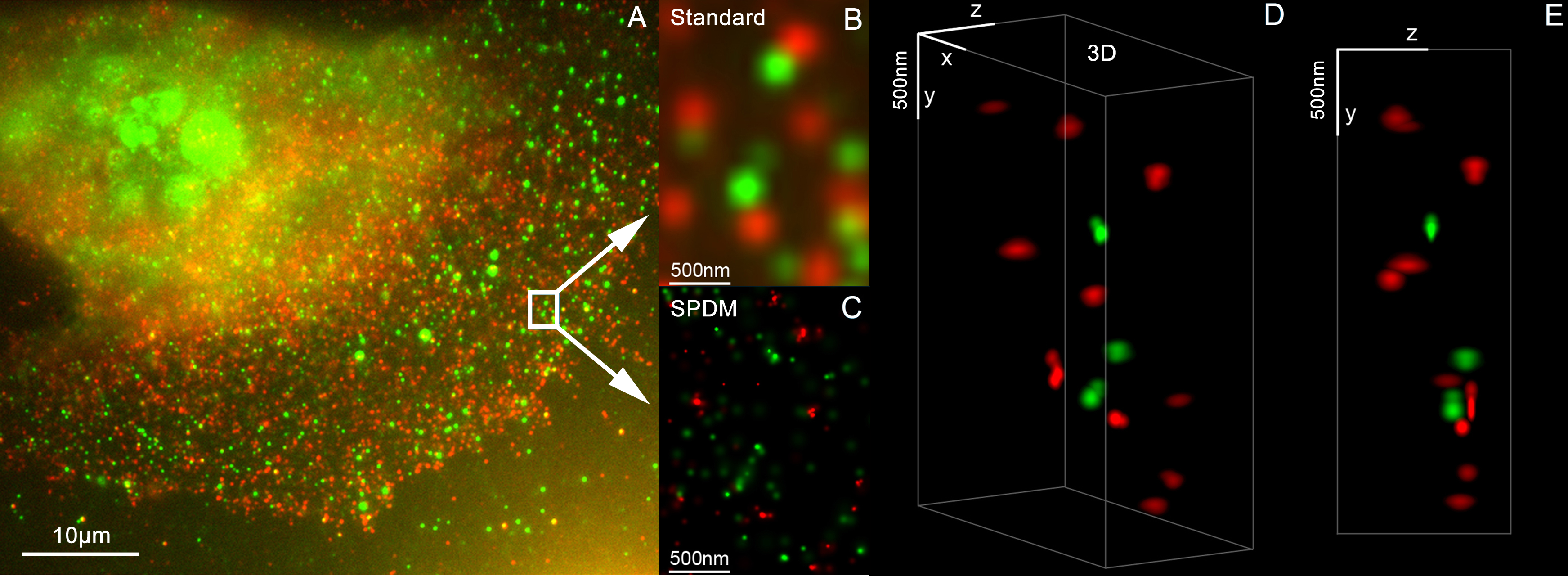
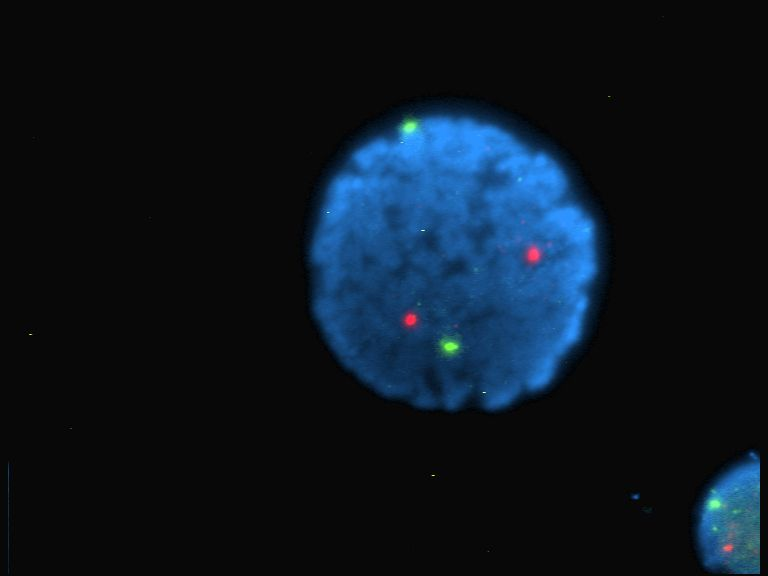
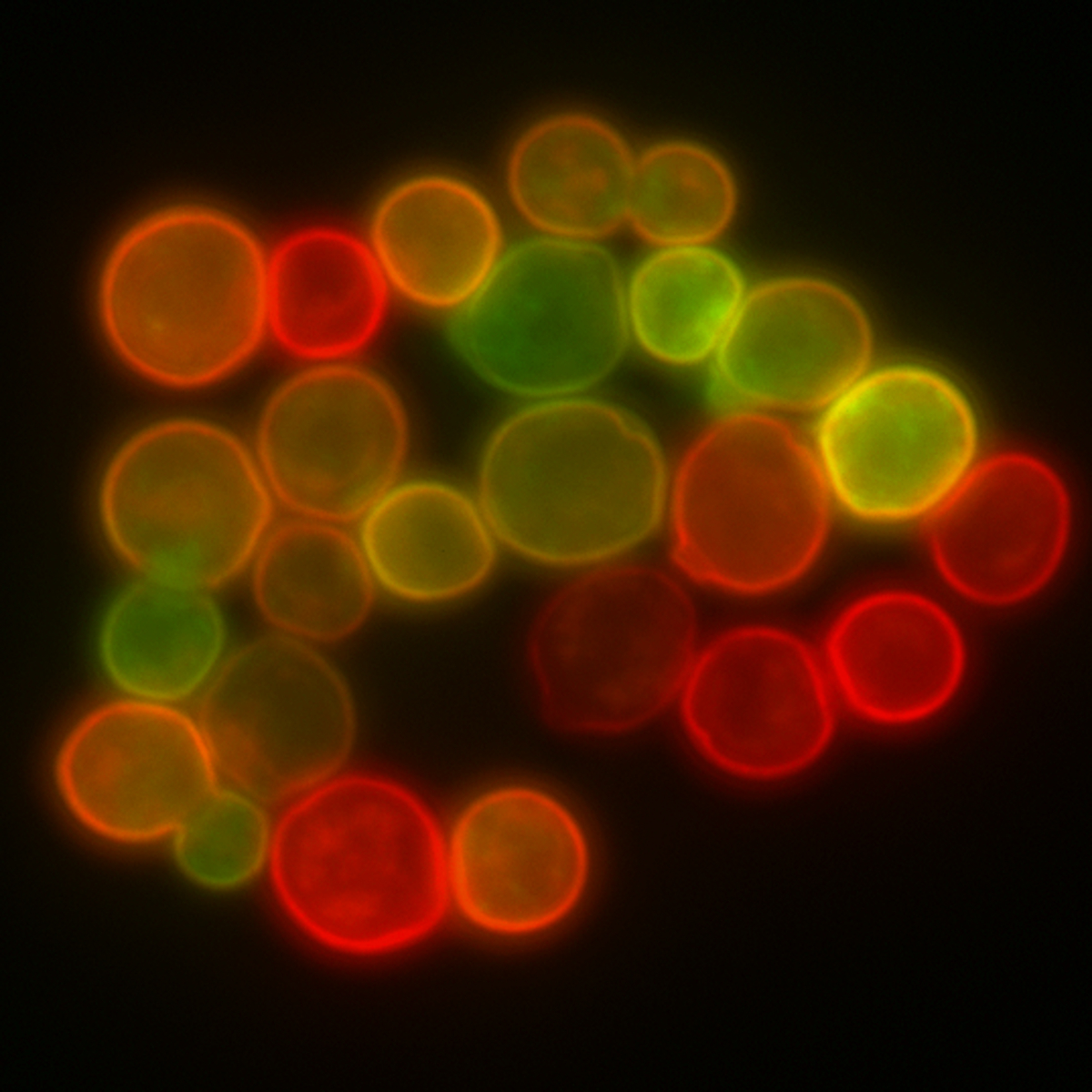
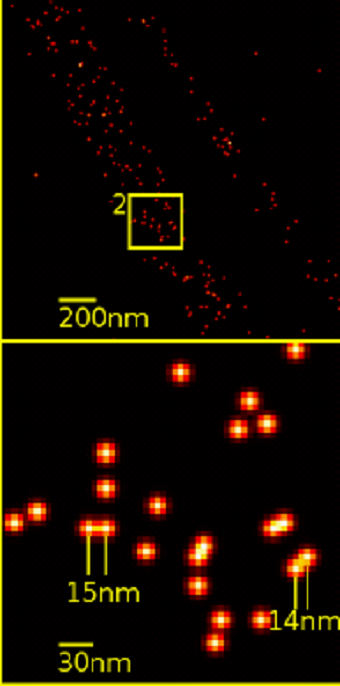
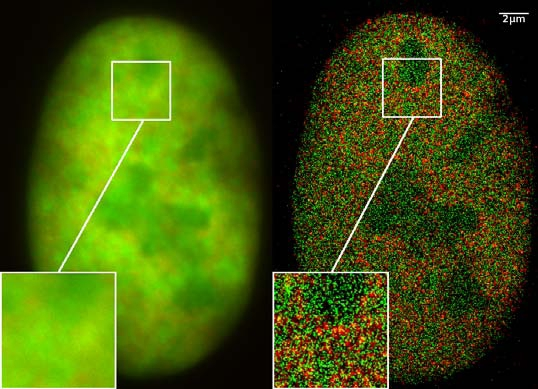
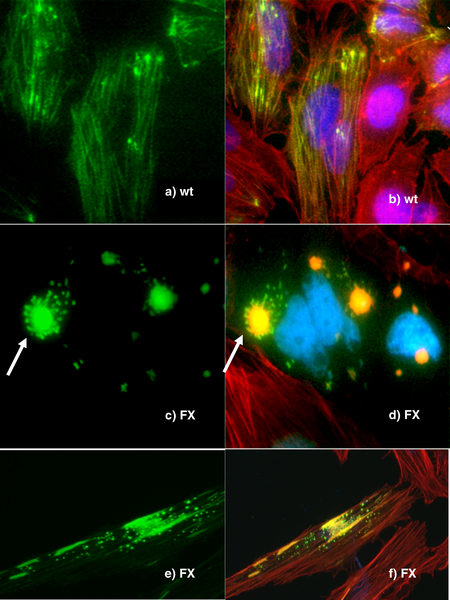
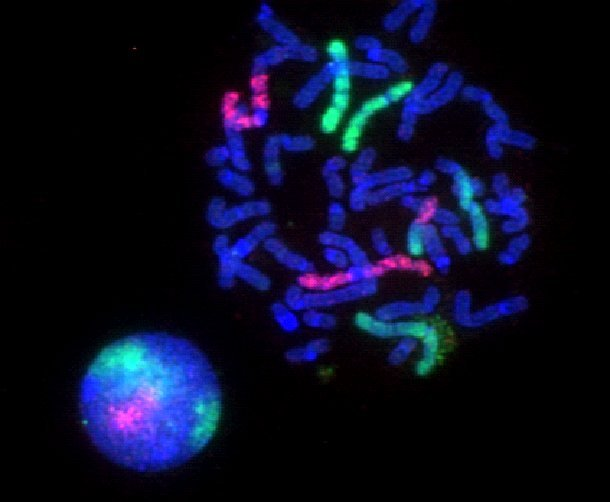